# Amoi-Amoi
AMOi-AMOi是马来西亚公司RedPeople推出，第一个由网红组成的女子偶像团体。出道早期主打搞怪可愛風格，因成效不彰，後期積極嘗試轉型。2020年11月，團體成員陸續對外宣布與公司解約，團體實質解散。

## 经历
AMOi-AMOi（馬來西亞語：小姐）於2014年由三名团员组成，分别是曾樂晴、吳翠媚和林美瑜；组团原意是为了演唱黄明志改编的马来西亚版《小苹果》。
2016年，黄明志與Red People决定进一步发展这团体，並舉行《AMOi-AMOi百万女团选拔赛》，讓马来西亚和台湾二地网红参与。在选拔赛的第一集时，基於原成员林美瑜称无法兼顾学业和比赛而决定退出选拔赛，故最终以其餘兩位原成员曾乐晴、吴翠媚，再加入一位大马参赛者洪少琦及两位台湾参赛者王依渟与徐薇涵，重新組成AMOi-AMOi。选拔结束约一个月后，徐薇涵通过 RED NEWS 宣布退出，原因是要留在台湾照顾面臨健康问题的母亲，无法配合台湾以外地区的训练和宣传。
2019年5月，Red People負責人在團體製作人黃明志的陪同下，對成員宣布，團體連年虧損，最後一年的時間再無起色就將面臨解散。
2020年11月，成員吳翠媚在IG上回應網友提問，公布已與公司解約，並貼出合約的部分截圖，解約金達54156.53馬幣。隊長洪少琦僅表示四人沒有不合，並稱待「事情處理好」就會對外界公開現況，Red People則表示尊重團員的決定。同年11月12日，洪少琦在IG上發文感謝粉絲與工作人員的支持，證實團體已經實質解散。14日，成员曾乐晴也通过IG限时动态表示已與公司解約，同樣赔了五位数解約金。

## 选拔赛参赛者列表
| Stella晴晴  | 曾乐晴 | Stella               | 马来西亚 | 原Amoi成员，最终入选，决赛92分。                                                       |
| 依渟        | 王依渟 | Benny                | 中華民國 | 最终入选，决赛83分，第九集曾被淘汰，第十集回归。                                       |
| May         | 吴翠媚 | May                  | 马来西亚 | 原Amoi成员，最终入选，决赛77分 。                                                      |
| 洪少琦      | 洪少琦 | ShaoQi(本叫MaysMays) | 马来西亚 | 最终入选，决赛68分，第八集曾被淘汰，第十集回归 。                                      |
| 海豚        | 徐薇涵 |                      | 中華民國 | 最终入选，决赛64分。之后退出，因要照顾面临健康问题的单亲母亲，没法到马来西亚长驻训练。 |
| 凡凡        | 焦晓凡 |                      | 中華民國 | 决赛57分，第十二集淘汰。                                                               |
| 萧小M       | 蕭筱恩 |                      | 中華民國 | 决赛52分，第十二集淘汰。                                                               |
| Christal    | 叶纬炜 | Christal             | 马来西亚 | 决赛45分，第十二集淘汰。                                                               |
| 羊儿        | 杨詠淇 |                      | 中華民國 | 第十一集淘汰。                                                                         |
| Poppy       | 周奕瑜 | Poppy                | 中華民國 | 第十集淘汰，第七集曾被淘汰，第十集回归。                                               |
| Hapii Miiao | 凯特玲 |                      | 马来西亚 | 第九集淘汰。                                                                           |
| Coco        | 王泳蓁 | Coco                 | 中華民國 | 第八集淘汰                                                                             |
| Reiko       | 谢佳倪 | Reiko                | 马来西亚 | 第七集淘汰。                                                                           |
| Hishiko     | 张沁贤 |                      | 马来西亚 | 第三集，主动退出。                                                                     |
| 草莓        | 林美瑜 | Strawberry           | 马来西亚 | 第一集,原Amoi成员，以无法兼顾学业和比赛为由，主动退出。                                |

## 成员列表
- 以出道时期排序。若同期则依照年龄。
- 已离开成员依照离开顺序排序。

| 草莓   | 林美瑜 | Strawberry | 5月5日         | 马来西亚 | 第一期 | 主唱            |                    |
| 海豚   | 徐薇涵 |            | 9月27日        | 中華民國 | 第二期 | 主唱            |                    |
| May Ng | 吴翠媚 | May Ng     | 1996年11月29日 | 马来西亚 | 第一期 | 主唱 、舞蹈擔當 | 小辣椒膽大可爱美眉 |
| Stella | 曾乐晴 | Stella     | 1996年11月7日  | 马来西亚 | 第一期 | 主唱、舞蹈担当  | 完美无瑕舞蹈美眉   |
| 洪少琦 | 洪少琦 | Shao Qi    | 1995年6月6日   | 马来西亚 | 第二期 | 主唱、講話擔當  | 帅气酷系美眉       |
| 依渟   | 王依渟 | ET         | 1997年12月31日 | 中華民國 | 第二期 | 主唱            | 高人气饶舌美眉     |

## 音乐作品

### 迷你专辑
| 年份 | 名称                    | 作词   | 作曲   | 合作歌手     | 备注               |
| 2017 | 《一起加油》            | 黄明志 | 黄明志 | 选拔赛参加者 | 为选拔赛考验之一。 |
| 2017 | 《公鸡八宅》            | 黄明志 | 黄明志 |              | 首张贺岁单曲。     |
| 2018 | 《Amoi-Amoi》(黑髮尤物) | 黄明志 | 黄明志 |              |                    |
| 2018 | 《黑皮狗》              | 黄明志 | 黄明志 |              | 狗年贺岁歌曲。     |
| 2018 | 《 PABO 》              | 黄明志 | 黄明志 |              |                    |
| 2018 | 《就爱自拍》            | 黄明志 | 黄明志 |              |                    |

### 单曲
| 年份 | 名称                         | 作词               | 作曲   | 合作歌手 | 备注                          |
| 2014 | 《小苹果马来西亚本地水果篇》 | 黄明志（原王太利） | 王太利 |          | 出道作品。 歌曲获得优酷授权。 |
| 2018 | 《买包包换鲍鲍》             | 黄明志             | 黄明志 |          | 黄明志亚洲通牒专辑收录曲      |
| 2019 | 《 Bye Bye Bye Bye 》        | 黄明志             | 黄明志 |          |                               |

## 演出作品

### 网络剧
- 2014年：《Opera ABC》饰演 草莓（由林美瑜（草莓）擔演）

### 综艺节目
- 2018年10月21日 三立电视 《综艺大热门》 全员

### 电影
- 2022年1月27日 《辣死你妈传人》（2019年拍摄，團體實質解散前最後一部作品）